# UFC 318
UFC 318: Holloway vs. Poirier 3（ユーエフシー・スリーエイティーン：ホロウェイ・バーサス・ポイエー・スリー）は、アメリカ合衆国の総合格闘技団体「UFC」の大会の一つ。2025年7月19日、ルイジアナ州ニューオーリンズのスムージー・キング・センターで開催された。

## 大会概要
本大会はBMFベルトを懸けてマックス・ホロウェイとダスティン・ポイエーの3度目の試合が組まれた。ダスティン・ポイエーは試合終了後に現役引退を発表した。

## 試合結果

### アーリープレリム
第1試合 女子ストロー級 5分3R
○  カーリ・ジュディス vs.  ニコーレ・カリアーリ ×
3R 1:30 TKO（ボディへの膝蹴り→パウンド）
第2試合 ミドル級 5分3R
○  ブルーノ・フェレイラ vs.  ジャクソン・マグウェイ ×
1R 3:35 アームバー
第3試合 ヘビー級 5分3R
○  ライアン・スパン  vs.  ルーカス・ブジェスキー ×
1R 2:47 ギロチンチョーク
第4試合 ライトヘビー級 5分3R
○  ジミー・クルート vs.  マルチン・プラフニオ ×
1R 4:41 アームバー
第5試合 ウェルター級 5分3R
×  アダム・フューギット vs.  イスラム・デュラトフ ○
1R 4:06 TKO（左フック→パウンド）

### プレリミナリーカード
第6試合 ミドル級 5分3R
○  アテバ・グーティエ vs.  ロバート・ヴァレンティン ×
1R 1:10 TKO（右フック→パウンド）
第7試合 ウェルター級 5分3R
×   フランシスコ・プラド  vs.  ニコライ・ヴェレテンニコフ ○
3R終了 判定2-1（28-29、29-28、29-28）
第8試合 ミドル級 5分3R
×  マーヴィン・ヴェットーリ vs.  ブレンダン・アレン ○
3R終了 判定3-0（30-27、30-27、29-28）
第9試合 バンタム級 5分3R
×  カイラー・フィリップス vs.  ヴィニシウス・オリヴェイラ ○
3R終了 判定3-0（29-28、29-28、29-28）

### メインカード
第10試合 バンタム級 5分3R
○   マイケル・ジョンソン  vs.  ダニエル・ゼルフーバー  ×
3R終了 判定3-0（29-28、29-28、29-28）
第11試合 フェザー級 5分3R
×  ダン・イゲ vs.  パトリシオ・ピットブル ○
3R終了 判定3-0（29-28、29-28、29-28）
第12試合 ウェルター級 5分3R
×  ケビン・ホランド vs.  ダニエル・ロドリゲス ○
3R終了 判定3-0（29-28、29-28、29-28）
第13試合 ミドル級 5分3R
○  パウロ・コスタ vs.  ロマン・コプィロフ ×
3R終了 判定3-0（30-27、30-27、29-28）
第14試合 ライト級 5分5R
○  マックス・ホロウェイ vs.  ダスティン・ポイエー ×
5R終了 判定3-0（48-47、49-46、49-46）
※ホロウェイがBMFベルト防衛に成功。

### 各賞
ファイト・オブ・ザ・ナイト：ブレンダン・アレン vs. マーヴィン・ヴェットーリ
パフォーマンス・オブ・ザ・ナイト：アテバ・ グーティエ、イスラム・デュラトフ、カーリ・ジュディス
各選手にはボーナスとして5万ドルが授与された。

### カード変更
負傷などによるカードの変更は以下の通り。